# Naissance en 1415
Naissance
- 1411
- 1412
- 1413
- 1414
- 1415
- 1416
- 1417
- 1418
- 1419

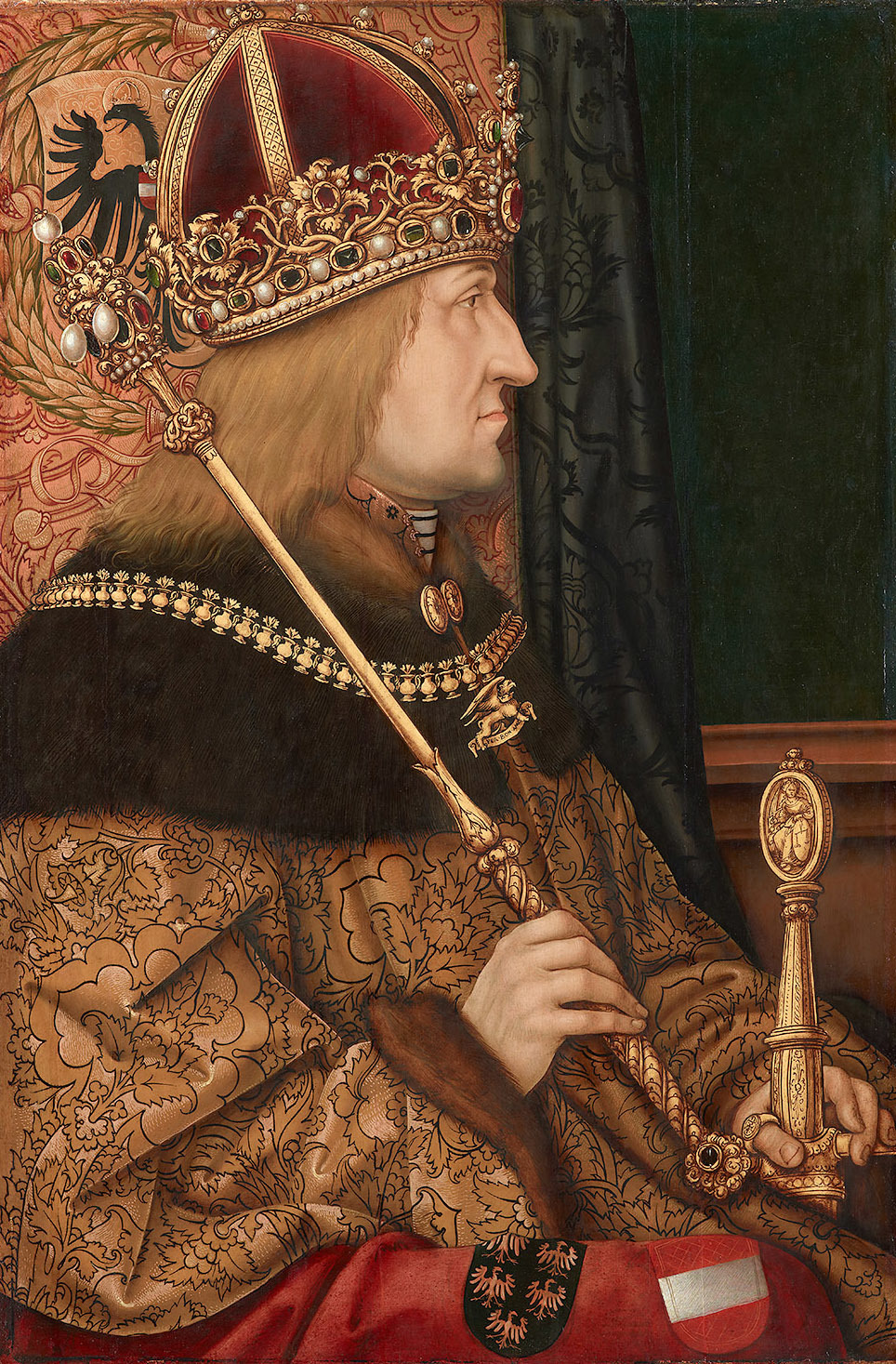
Frédéric III, né en 1415.

Cette page dresse une liste de personnalités nées au cours de l'année 1415  :
- 10 mars : Vassili II, dit Vassili l'Aveugle, grand-prince de Moscou.
- 3 mai : Cécile Neville, duchesse d’York.
- 1er août : Pierre de Roubaix, seigneur de Roubaix.
- 12 septembre : John de Mowbray, 3e duc de Norfolk.
- 21 septembre : Frédéric III, ou Frédéric V de Habsbourg, roi des Romains puis empereur des Romains.
- 1er décembre : Jan Długosz de Wieniawa, dit aussi Longinus, historien polonais.

- Benedetto Accolti, jurisconsulte, professeur de droit et historien italien.
- Mohammed X al-Ahnaf, ou Abû `Abd Allâh “al-'Ahnaf” Mohammed X ben `Uthmân,  surnommé Al-'Ahnaf ou El Cojo (le boiteux), dix septième émir nasride de Grenade.
- Bonne de Savoie, princesse de la maison de Savoie.
- Jean de Bourgogne, comte de Nevers, de Rethel et d'Eu.
- Comte de Campobasso, ou Nicola Pietravalle di Monforte, condottiere napolitain, issu de la maison française de Montfort, seigneur de Campobasso, Gambatesa, Serracapriola et de Commercy.
- Hector de Galard de Brassac, officier général, maréchal de camp.
- Jeanne de Marle, comtesse de Marle, de Soissons et dame de Condé.
- Lodovico Fregoso, doge de Gênes à trois reprises.
- Han Myeong-hoe, lettré confucéen et un homme politique de la dynastie Joseon en Corée.
- Rennyo, 8e monshu, ou prêtre en chef, du temple Hongwan-ji de la secte Jōdo Shinshū du bouddhisme, et descendant du fondateur Shinran.
- Shō En, roi de Ryūkyū.
- Francesco Solari, sculpteur, peintre et architecte italien.
- Antonio Vivarini, dit Antonio da Murano, peintre italien de l'école vénitienne de la première Renaissance.

date incertaine (vers 1415)
- Dirk Bouts, peintre néerlandais († 6 mai 1475).
- Grgur II Branković, prince serbe de la dynastie des Branković.
- Angelo Capranica, surnommé le cardinal de Rieti, cardinal italien.
- Aristotile Fioravanti, architecte et ingénieur italien.
- James Hamilton, 1er Lord Hamilton.
- Peter Luder, humaniste allemand.

## Crédit d'auteurs
- Cet article est partiellement ou en totalité issu de l'article intitulé « 1415 » (voir la liste des auteurs).